# Grammitis pozuzoensis
Grammitis pozuzoensis là một loài dương xỉ trong họ Polypodiaceae. Loài này được Baker R.M. Tryon & A.F. Tryon mô tả khoa học đầu tiên năm 1982.